# Йосипенко Микола Кузьмович
Йосипенко Микола Кузьмич (* 18 вересня 1912, Київ — † 17 квітня 1983, Київ) — український кіноактор, кінознавець, театрознавець, театральний режисер, доктор мистецтвознавства (1959).
Закінчив Державний музично-драматичний інститут імені М. В. Лисенка (1936).
Працював режисером Київського українського драматичного театру ім. І.Франка (1936—1937), директором Музею театрального мистецтва України (1937—1940), завідував кафедрою історії театру Київського театрального інституту (1944—1952), відділом театру та кіно Інституту мистецтвознавства, фольклору й етнографії АН УРСР (1953—1960).

## Фільмографія
Знімався у фільмах:
- «Новими шляхами» (1928, молодий селянин),
- «Злива» (1929, молодий селянин),
- «Тобі дарую» (1930, Левко Остапчук),
- «Приймак» (1931, Стецько).